# 오세티야

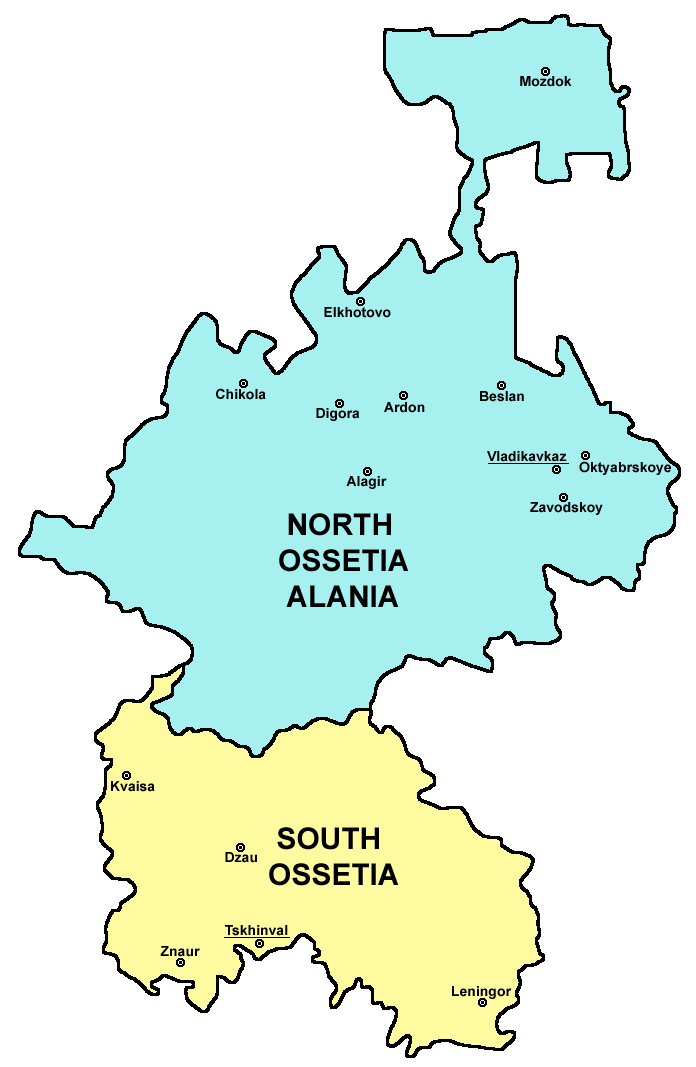
북과 남오세티야를 보여주는 지도

오세티야(i/ɒˈsɛtiə/ 틀:Respell, 덜 흔함: i/ɒˈsiːʃə/ 틀:Respell; 오세트어: Ирыстон 또는 Ир, 로마자 표기: Iryston 또는 Ir, os)는 볼쇼이캅카스산맥 양쪽에 있는 민족언어학적 지역으로, 대부분 오세트인이 거주한다. 오세트어는 인도유럽어족의 동이란어군에 속한다. 대부분의 국가는 캅카스 주요 산맥 남쪽에 있는 오세트어 사용 지역이 조지아의 국경 내에 있다고 인정하지만, 이곳은 데 팍토로 러시아의 지원을 받는 남오세티야 공화국 – 알라니야 주의 통제하에 들어갔다. 이 지역의 북부는 러시아 내의 북오세티야-알라니야 공화국으로 구성되어 있다.

## 최근 역사

색상으로 오세트인이 거주하는 영토를 보여주는 현대 캅카스의 민족언어 지도

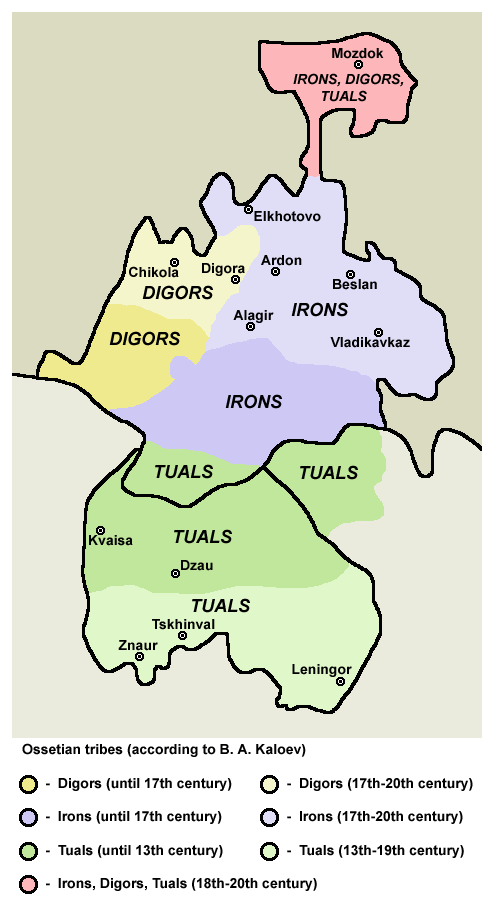
오세트 부족 (보리스 칼로예프에 따르면)

러시아 제국이 1774년부터 1830년까지 오세티야로 영토를 확장한 이래, 오세티야는 러시아 제국의 땅이었다. 1917년 러시아 혁명으로 러시아 제국이 붕괴한 이후 1922년 소련이 수립되었을 때 남오세티야 자치주가 설립되었다. 북오세티야는 러시아 소비에트 연방 사회주의 공화국의 일부로, 남오세티야는 그루지야 소비에트 사회주의 공화국의 일부로 남아있었다. 이후 1990년 9월 20일 남오세티야가 독립을 선언했다. 이 공화국은 인정받지 못했지만 사실상 조지아로부터 분리되었다. 소련의 말년에 조지아의 옛 자치주인 남오세티야(1990년 폐지)의 오세트인과 조지아인 사이에, 그리고 북오세티야의 오세트인과 인구시인 사이에 민족 긴장이 격화되어 수백 명의 사상자와 양측에서 대규모 난민을 발생시켰다.
1992년 남오세티야에서 러시아가 중재하고 유럽 안보 협력 기구가 감시하는 정전이 이행되었음에도 불구하고, 조지아-오세티야 분쟁은 여전히 미해결 상태이다. 조지아 정부가 제안한 최근 평화 계획은 남오세트인들에게 더 큰 자주권을 약속하고 분쟁의 정치적 해결에 대한 국제적 참여 확대를 다짐했다. 한편, 남오세티야의 분리주의 당국은 독립 또는 러시아에 위치한 북오세티야와의 통일을 요구하고 있지만, 국제 사회는 남오세티야와 압하지야를 조지아의 일부로 인정하고 있다.
2006년 11월 12일 일요일, 남오세트인들(대부분 오세트인 민족)은 이 지역의 조지아로부터 독립에 관한 국민투표에 참여했다. 그 결과는 독립에 대한 "찬성"이었으며, 당시 영토의 70,000명 인구 중 투표 자격이 있는 사람들의 95% 이상이 참여했다. 당시 사실상 국가의 대통령이었던 예두아르트 코코이티의 새로운 임기에 찬성하는 투표도 있었다.
남오세티야에서는 러시아와의 병합 및 북오세티야와의 통일에 대한 제안이 있었다.

## 같이 보기
- 알라니야
- 블라디미르 가글로예프
- 알렉산드르 쿠발로프
- 체르케스
- 이아지게스족
- 아디게야 공화국